# زراعة الذاكرة
زرع الذاكرة (بالإنجليزية: Memory implantation) هو تقنية تستخدم في علم النفس المعرفي للتحقيق في الذاكرة البشرية، في دراسات زرع الذاكرة جعل الباحثون الناس يُصدقون أنهم يتذكرون حدثًا وهو لم يحدث أبدًا، تشتمل الذكريات الزائفة التي تم زرعها بنجاح في ذكريات الناس على تذكر أنهم ضاعوا في مركز تجاري أثناء الطفولة، وركوب منطاد، ووضع الوحل على مكتب المعلم في المدرسة الابتدائية.
تم تطوير تقنيات زرع الذاكرة في التسعينات كطريقة لتقديم دليل على مدى سهولة تشويه ذكريات الناس للأحداث الماضية، تم نشر معظم الدراسات حول زرع الذاكرة في سياق النقاش حول الذكريات المكبوتة والخطر المحتمل للحفر على الذكريات المفقودة في العلاج، وتوصلوا إلى أن الزرع الناجح للذكريات في أذهان الناس له آثار على العلاج والإعدادات القانونية للذاكرة.

## زراعات الذاكرة الناجحة

### دراسات منشورة
نُشرت أولى الدراسات الرسمية التي تستخدم زرع الذاكرة في أوائل التسعينات، أشهرها «تكوين الذكريات الزائفة» (يشار إليها عادةً باسم دراسة تجربة الضياع في المركز التجاري)، يتضمن الأسلوب الأساسي المستخدم في هذه الدراسة أن يطلب من أفراد عائلة أحد المشاركين تقديم سرد للأحداث التي وقعت عندما كانوا صغارًا ثم قاموا بإضافة حدث آخر لم يحدث قط. تم عرض أربعة روايات على المشاركين وطلب منهم تذكر أكبر قدر ممكن من الأحداث، ثم عبر عدد من الدراسات التي تستخدم في عملية زرع الذاكرة، جاء حوالي 37٪ من الأشخاص يتذكرون أجزاءً أو أحداثًا بأكملها وهي لم تحدث في حياتهم أبداً. وقد توسعت دراسات أخرى على هذا النموذج من خلال تقديم صور بدلاً من الروايات. وجد ويد وزملاؤه أن 50٪ من الأشخاص قد تذكروا تفاصيل ركوبهم المنطاد وهم لم يسبق أن ركوبوا منطاد من قبل، وقد جاء هذا بعد رؤية صورة لهم تم التلاعب بها عن طريق برامج التعديل تصور الحدث. في وقت لاحق قيل أن الصور في حد ذاتها لا تنتج ذكريات زائفة أكثر من الروايات، ولكن كلا الطريقتين لها القدرة على زرع ذكريات خاطئة بنجاح ، كما تم العثور على صور حقيقية لزيادة خلق ذكريات كاذبة، في دراسة أعدها ليندسي وزملاؤه، عُرض على الناس صورة طفولة من الفترة الزمنية نفسها التي حدث فيها الحدث الزائف، أدت رؤية الصورة إلى مزيد من الذكريات الزائفة، حتى عندما لم تصور الصور الحدث الفعلي.
في دراسة مع الأطفال عام 1999، وجد بيزديك وهودج أنه من الأسهل زرع ذاكرة لحدث معقول (كشخص ضائعاً في مركز تجاري) أكثر من كونه واحداً غير قابل للتصديق ، لكن دراسات لاحقة تظهر أنه يمكن تغيير الرواية الغير معقولة إلى حدث يمكن تصديقه مما يجعل عملية زرع الحدث الكاذب أسهل، باختصار تُظهر هذه النتائج أن هناك العديد من العوامل المهمة للطريقة التي يتذكر بها الناس الأحداث. وهناك أيضا نموذج العمليات الثلاثة لتطوير ذكريات كاذبة من خلال الاقتراحات ، العملية الأولى هي جعل الناس ينظرون إلى الحدث على أنه أمر معقول، والثاني هو جعل الناس يعتقدون أنه من المحتمل أن يكون قد حدث لهم، والخطوة الثالثة هي مساعدتهم على تفسير الأفكار والأوهام حول الحدث كذكريات، العوامل الأخرى التي تؤثر على احتمال إنتاج ذكريات خاطئة هي تخيل الأحداث ووضع خطأ في الذاكرة على مركز مراقبة المصدر على وجه التحديد مراقبة الحقيقة.

### أحداث قانونية
حدث واقعي من زرع الذاكرة وقعت خلال الدعوى الجنائية ضد بول انغرام (Paul Ingram)، اتهمته بناته بتكرار الاعتداء الجنسي في طفولتهن. بول نفى جميع الادعاءات في البداية ولكن بعد إجراء مقابلات مع الشرطة والمعالجين بدأ بتذكر حالات متعددة من سوء المعاملة، عالم نفسي ريتشارد أوفشي (Richard Ofshe) اعتبر هذا الاعتراف نتيجة موحية للاستجواب، فقرر اختبار نظريته. اخبر بول عن سيناريو وهمي وقال له انه اتهاما آخر قدمه اولاده ضده. ثم طلب العالم اوفشي من بول ان يتذكر أكبر قدر ممكن من الحدث الجديد، بول لم يستطيع تذكر أي شيء على الفور ولكن بعد التفكير في الأمر لبعض الوقت قدم اعتراف كتابي حيث وصف بالتفصيل ما حدث، وأكد أبناؤه لأوفشي أن الحدث لم يحدث قط بول قد خلق ذاكرة كاذبة تماما لحدث بعد اقتراحات من أوفشي. اعتبر أوفشي أن هذا دليل على زرع الذاكرة الناجحة من خلال تصديق بول للسيناريو الكاذب وفي رأيه انه يشكك في دقة اعترافاته ، سواء كان ممكن أو لا تعميم المثال على القضايا الأخرى التي تنطوي على استعادة ذكريات الاعتداء الجنسي على الضحية فقد تبين مدى أهمية وجود أدلة مؤيدة حتى في الحالات التي يعترف فيها المشتبه به.

## استنتاج
تهدف الأساليب المستخدمة في دراسات زرع الذاكرة إلى محاكاة تلك المستخدمة من قبل بعض المعالجين لاستعادة الذكريات المكبوتة لأحداث الطفولة، لإن المعدل المرتفع للأشخاص الذين «يتذكرون» الأحداث الكاذبة يظهر أن الذكريات لا يمكن أن تؤخذ دائماً في ظاهرها، إن إخبارك بالذهاب إلى المنزل وإلقاء نظرة على الصور القديمة لتشغيل ذاكرتك يمكن أن يساعدك على تذكر الأحداث الحقيقية، ولكن اقترانها مع اقتراحات المعالج قد تقودك أيضًا إلى ذكريات خاطئة، دراسات زرع الذاكرة هي أيضا مشابهة لاسترداد الذاكرة بالعلاج، وتوضح أساليب زرع الذاكرة بشكل عام كيف يمكن للناس أن يتذكروا بسهولة الأشياء التي لم تحدث أبداً، ويطرح هذا مشكلة كبيرة للاعترافات الجنائية الناتجة عن الاستجواب الموحّد من قبل الشرطة وغيرها، وكذلك عن الدقة المرتبطة بذاكرة الشاهد العيان. لقد قيل أن دراسات زرع الذاكرة لا يمكن تطبيقها على الذكريات المؤلمة من الحياة الحقيقية كالاعتداء الجنسي في مرحلة الطفولة. وبما أنه ليس من الأمور الأخلاقية محاولة زرع ذكريات زائفة عن الإساءة الجنسية فقد حاول الباحثون الالتفاف حول ذلك عن طريق اختيار أحداث أخرى تعتبر سلبية وليست مؤلمة، فالفقدان في مركز تجاري على سبيل المثال سيكون تجربة سلبية لمعظم الأطفال. استخدم هايمان وزملاؤه تقنيات زرع الذاكرة مع أحداث عاطفية مثل  «حفلة عيد ميلاد (إيجابية) وتم إدخالهم إلى المستشفى طوال الليل (سلبي)»، ووجدوا أن استخدام الأحداث العاطفية لم يغير من معدل إنشاء الذاكرة الكاذبة بشكل ملحوظ مقارنة مع دراسات أخرى.

## تأثير الابحاث على الأطفال
في عام 1998 نشر هيرمان ويودر (Herrmann and Yoder) مقالا يجادلان من أجل وقف بحوث زرع الذاكرة مع الأطفال ، أشارت الانتقادات إلى العديد من الدراسات التي تدرس مدى قابلية الأطفال كتبه سيسي (Ceci) وزملاؤه، يجادل هيرمان ويودر بأن الأساليب المستخدمة يمكن أن تكون لها آثار سلبية على الأطفال الذين يستخدمون مثل تقليل احترامهم للسلطة وشعورهم بعدم الكفاءة عندما يتم الإشارة إلى أن ذكرياتهم خاطئة كما تسبب لهم الإجهاد. هذه المقالة خلقت الكثير من الجدل والعديد من التعليقات وتم نشر المقال في نفس العدد الصادر في يونيو من مجلة «علم النفس المعرفي التطبيقي»  (Applied Cognitive Psychology) مع المقالة الأصلية. واحدة من هذه كانت مكتوبة من قبل سيسي، بروك ولوفتوس (Bruck and Loftus) الذين يختلفون مع التصريحات في مقال هيرمان ويودر ووفقاً لهؤلاء المؤلفين، لا يوجد دليل على أن أي طفل قد أُلحق به الضرر من دراسة زرع الذاكرة، وإلى أن يوجد مثل هذا الدليل، لا يوجد سبب للتوقف عن استخدام هذه التقنيات مع الأطفال طالما أنها تنتج أبحاثًا جيدة. كما أجاب أورنستين وغوردون (Ornstein and Gordon) على مقالتي هيرمان ويودر قائلين إنه على الرغم من أن الأشخاص الذين يجرون الأبحاث مع الأطفال لديهم مسؤولية أخلاقية، فإن هناك الكثير مما يمكن الحصول عليه من أبحاث زرع الذاكرة، كما أن الفوائد تفوق المخاطر المحتملة على الأطفال المشاركين. تعليق آخر كتبه غودمان وكواس وريدليتش (Goodman, Quas , Redlich) يجادل بأن هناك سبب للاعتقاد بأن الأطفال بصفة عامة يستمتعون بالمشاركة في دراسات الذاكرة الخاطئة وأن فوائد هذه الدراسات للبحث في ذاكرة الشاهد العيان كثيرة. كما تشير إلى عدة حالات تم فيها الاستشهاد بدراسات زرع الذاكرة في المحكمة وأسهمت في إلغاء أحكام الإدانة، ويقترح ويستكوت (Westcott) أيضًا إلى توخي مزيد من الحذر عند العمل مع الأطفال. وعلى الرغم من أن جميع الباحثين المشاركين في هذه التعليقات عن هذا الموضوع من «علم النفس المعرفي التطبيقي» طرحوا حججًا مختلفة فقد كان الإجماع على أن إجراء الأبحاث مع الأطفال يتطلب رعاية إضافية ويجب أن تفوق فوائد البحث المخاطر المحتملة على الأطفال المشاركين.